# Quitman (Mississippi)
Pour les articles homonymes, voir Quitman.
La ville de Quitman est le siège du comté de Clarke, situé dans l'État du Mississippi, aux États-Unis. Sa population s'élevait à 2 061 habitants lors du recensement de 2020.